# Valgbog
Valgbog eller valgprotokol er valgbestyrelsen beretning om valgbestyrelse, valghandlingen og valgets udfald, og hvoraf afskrift sendes den forsamling, om hvilken valget har drejet sig.